# Маркетинг в социальных сетях
Маркетинг в социальных сетях (англ. social media marketing, SMM) — маркетинг, интегрированный на различные социальные платформы. Ведение аккаунтов в социальных сетях является частью маркетинговой и коммуникационной стратегии.
Это комплекс мероприятий по использованию социальных медиа в качестве каналов для продвижения компаний или бренда и решения других бизнес-задач. Marketing в аббревиатуре недостаточно точное слово, так как под ним подразумевается продвижение, которое входит в комплекс маркетинга. То есть, более точное название — продвижение в социальных сетях от англ. social media promotion (SMP). По-простому — это коммуникация с будущим потребителем через социальные сети.
Основной упор делается на создании сообщения (текстового или визуального), которое люди будут распространять через социальные сети самостоятельно, уже без участия организатора. Считается, что сообщения, передаваемые по социальным сетям, вызывают больше доверия у потенциальных потребителей товара или услуги. Это связывается с рекомендательной схемой распространения в социальных медиа за счёт социальных связей, лежащих в основе взаимодействия.
Продвижение в социальных сетях позволяет точечно воздействовать на целевую аудиторию, выбирать площадки, где эта аудитория в большей степени представлена, и наиболее подходящие способы коммуникации с ней, при этом в наименьшей степени затрагивая не заинтересованных в этой рекламе людей.
Продвижение в соцсетях применяется не только на товарах и услугах. Активно используют данную технологию средства массовой информации. Они создают свои учётные записи в социальных сетях, размещают свой контент и тем самым собирают подписчиков (читателей своего продукта).
Основными задачами маркетинга в социальных сетях считаются брендинг (продвижение бренда), повышение лояльности аудитории и известности, PR и увеличение посещаемости сайтов различных компаний.
Инструментами SMM являются ведение блога в социальных сетях, информационные сообщения в различных сообществах, общение в комментариях, работа с форумами, скрытый маркетинг, прямая реклама и вирусный маркетинг, мониторинг позитивного и негативного фона, оптимизация медиапространства.
Не следует путать SMM с социальным маркетингом.

## Методы и способы
SMM может начинаться в офлайн, а потом закрепляться и распространяться онлайн. Маркетинг в социальных сетях включает в себя множество методов работы. Самые популярные из них — это построение сообществ бренда (создание представительств компании в социальных медиа), работа с блогосферой, репутационный менеджмент, персональный брендинг и нестандартные инструменты.
SMM — процесс динамичный, поэтому нужно постоянно следить за меняющимися интересами аудитории и появлением новых трендов.
Существуют три ключевые стратегии в рамках SMM:
- Работа по построению сообщества вокруг продвигаемого бренда;
- Использование рекламных инструментов и посевы на площадках с целью прямой продажи продукции и повышения узнаваемости;
- Комбинированная стратегия продвижения продукта.

При начале работ по продвижению в социальных сетях ключевым пунктом является разработка стратегии работы. Классическая SMM-стратегия состоит из следующих пунктов:
1. Определение целей и задач;
2. Анализ текущего положения бренда в соцсетях, а также анализ конкурентов;
3. Анализ целевой аудитории бренда в соцсетях;
4. Выбор ключевых площадок для продвижения;
5. Tone of voice бренда в соцсетях;
6. Рубрикатор;
7. Визуальная подборка;
8. Стратегия продвижения и использования платных инструментов;
9. KPI.
10. Анализ проведенных работ и отчетность.

В настоящее время классическая SMM-стратегия трансформируется, и социальные сети встраиваются в интегрированные маркетинговые коммуникации. Это связано с появлением новых каналов коммуникации, которые забирают на себя часть аудитории и с которыми также приходится работать. Для того, чтобы разработать единую коммуникационную стратегию для продвижения по всем каналам, существует ряд моделей, одна из которых — модель PESO. В её названии зашифрованы четыре основные группы каналов распространения информации — Paid, Earned, Shared, Owned. В модели PESO SMM рассматривается в рамках Shared каналов.

## Платформы

### Сайты социальных сетей
Веб-сайты социальных сетей позволяют отдельным лицам, предприятиям и другим организациям взаимодействовать друг с другом и строить отношения и сообщества в интернете. Когда компании присоединяются к этим социальным каналам, потребители могут взаимодействовать с ними напрямую. Это взаимодействие может быть более личным для пользователей, чем традиционные методы внешнего маркетинга и рекламы. Сайты социальных сетей действуют как сарафанное радио или, точнее, электронное сарафанное радио. Способность интернета охватить миллиарды во всем мире дала онлайн-устам мощный голос и далекое распространение. Способность быстро менять модели покупок, а также приобретение и деятельность продуктов или услуг для растущего числа потребителей определяется как сеть влияния. Социальные сети и блоги позволяют подписчикам «ретвитить» или «публиковать» комментарии, сделанные другими людьми о продвигаемом продукте, что довольно часто встречается на некоторых сайтах социальных сетей. Повторяя сообщение, пользовательские подключения могут видеть письмо, что позволяет охватить больше людей. Поскольку информация о продукте размещается там, получает повторение и больше трафика поступает на продукт / компанию.
Социальные сети основаны на создании виртуальных сообществ, которые позволяют потребителям выражать свои потребности, желания и ценности в интернете. Маркетинг в социальных сетях затем связывает этих потребителей и аудиторию с предприятиями, которые имеют одинаковые потребности, желания и ценности. Через сайты социальных сетей компании могут поддерживать связь с отдельными подписчиками. Это личное взаимодействие может привить чувство лояльности последователям и потенциальным клиентам. Кроме того, выбирая, за кем следовать на этих сайтах, продукты могут достичь очень узкой целевой аудитории. Сайты социальных сетей также содержат много информации о том, какие продукты и услуги могут заинтересовать потенциальных клиентов. С помощью новых технологий семантического анализа маркетологи могут обнаруживать сигналы о покупке, такие как контент, которым делятся люди, и вопросы, размещенные в интернете. Понимание сигналов покупки может помочь продавцам ориентироваться на релевантных потенциальных клиентов, а маркетологи проводить микро-целевые кампании.
В 2014 году более 80 % руководителей предприятий указали, что социальные сети являются неотъемлемой частью их бизнеса. Бизнес-ритейлеры увеличили свои доходы от маркетинга в социальных сетях на 133 %.

### Мобильные телефоны
Более трех миллиардов человек в мире активны в интернете. За прошедшие годы интернет постоянно набирал все больше и больше пользователей, увеличившись с 738 миллионов в 2000 году до 3,2 миллиардов в 2015 году. Примерно 81 % нынешнего населения в Соединенных Штатах имеют профиль в какой-либо социальной сети, который они часто используют. Применение мобильных телефонов очень выгодно для маркетинга в социальных сетях, потому что эти устройства позволяют людям мгновенно просматривать веб-страницы и получать доступ к сайтам социальных сетей. Использование мобильных телефонов росло быстрыми темпами, что коренным образом изменило процесс покупки, позволяя потребителям легко получать информацию о ценах и продуктах в режиме реального времени и позволяя компаниям постоянно обновлять своих подписчиков и напоминать им о выгодных предложениях и новинках. Многие компании в настоящее время размещают QR-коды (Quick Response) вместе с продуктами для частных лиц, чтобы получить доступ к веб-сайту компании или онлайн-сервисам со своих смартфонов. Розничные продавцы используют QR-коды для облегчения взаимодействия потребителей с брендами, связывая код с веб-сайтами брендов, рекламными акциями, информацией о продуктах или любым другим контентом с поддержкой мобильных устройств. Кроме того, использование торга в реальном времени в индустрии мобильной рекламы является высоким и растущим из-за его ценности для просмотра веб-страниц на ходу. В 2012 году Nexage, поставщик торгов в реальном времени для мобильной рекламы, сообщал о 37 % -ном увеличении выручки каждый месяц. Adfonic, ещё одна платформа для публикации мобильной рекламы, сообщила об увеличении запросов на 22 миллиарда в том же году.
Мобильные устройства становятся все более популярными, когда их используют 5,7 миллиарда человек по всему миру, и это сыграло свою роль в том, как потребители взаимодействуют со СМИ, и имеет много других последствий для телевизионных рейтингов, рекламы, мобильной коммерции и многого другого. Использование мобильных медиа, таких как потоковое аудио или мобильное видео, растет — в Соединенных Штатах, по прогнозам, более 100 миллионов пользователей получают доступ к онлайн-контенту через мобильное устройство. Доход от мобильного видео состоит из загрузок с оплатой за просмотр, рекламы и подписок. По состоянию на 2013 год количество пользователей мобильного телефона во всем мире составило 73,4 %. В 2017 году цифры свидетельствуют о том, что более 90 % пользователей интернета будут получать доступ к онлайн-контенту через свои телефоны.

## Стратегии
Существует две основные стратегии привлечения социальных сетей в качестве инструментов маркетинга:

### Пассивный подход
Социальные сети могут стать полезным источником рыночной информации и узнать мнение клиентов. Блоги, контент-сообщества и форумы — это платформы, на которых люди делятся своими отзывами и рекомендациями по брендам, продуктам и услугам. Предприятия могут использовать и анализировать голоса и отзывы клиентов в социальных сетях для маркетинговых целей; в этом смысле социальные сети являются относительно недорогим источником информации о рынке, которую маркетологи и менеджеры могут использовать для отслеживания и реагирования на них. Например, интернет разразился видео и фотографиями iPhone 6 «тест на изгиб», который показал, что желанный телефон можно согнуть руками. Это создало путаницу среди клиентов, которые месяцами ждали запуска последней версии iPhone. Тем не менее, Apple незамедлительно выступила с заявлением, в котором говорилось, что проблема встречается крайне редко, и что компания предприняла несколько шагов, чтобы сделать корпус мобильного устройства более сильным и надежным. В отличие от традиционных методов исследования рынка, таких как опросы, фокус-группы и сбор данных, которые отнимают много времени и требуют больших затрат и занимают недели или даже месяцы для анализа, маркетологи могут использовать социальные сети для получения «живой» или «реальной» информации о поведении потребителей и взглядов на бренд или продукцию компании.

### Активный подход
Социальные сети могут использоваться не только в качестве инструментов связей с общественностью и прямого маркетинга, но и в качестве каналов связи, предназначенных для очень специфической аудитории с влиятельными лицами в социальных сетях и личностями социальных сетей, а также в качестве эффективных инструментов привлечения клиентов. Технологии, предшествующие социальным сетям, такие как широковещательное телевидение и газеты, также могут предоставить рекламодателям достаточно точно целевую аудиторию, учитывая, что реклама, размещаемая во время трансляции спортивных игр или в спортивной секции газеты, скорей всего будет прочитана любителями спорта. Тем не менее, сайты социальных сетей могут более точно ориентироваться на специализированные рынки. Используя цифровые инструменты, такие как Google Adsense, рекламодатели могут ориентировать свои объявления на очень специфические демографические данные, такие как люди, которые заинтересованы в социальном предпринимательстве, политической активности, связанной с определённой политической партией, или видеоиграх. Google Adsense делает это, находя ключевые слова в постах и комментариях пользователей социальных сетей. Телеканалу или бумажной газете было бы трудно предоставлять рекламу, направленную на эту цель.
Для эффективного мониторинга социальных сетей, особенно в условиях, где скорость реакции критически важна, маркетологам требуется использовать инструменты автоматизации. Такие сервисы позволяют в режиме реального времени сканировать социальные сети и сайты в поисках заданных ключевых слов и фраз. Автоматические системы как mentionmind или awario могут мгновенно выявлять потенциальные обсуждения и предоставлять маркетологам возможность оперативно подключиться к разговору и представить свой продукт или услугу в момент, когда аудитория максимально заинтересована. Это позволяет не только улучшить реакцию на происходящие события, но и повысить эффективность маркетинговых кампаний в социальных сетях.
Социальные сети во многих случаях рассматриваются как отличный инструмент, позволяющий избежать дорогостоящих исследований рынка. Они известны тем, что они предоставляют короткий, быстрый и прямой способ достичь аудитории через человека, который широко известен. Например, спортсмен, которого поддерживает компания, занимающаяся спортивными товарами, также приносит свою поддержку миллионам людей, которые заинтересованы в том, что они делают или как они играют, и теперь они хотят стать частью этого спортсмена благодаря своим одобрениям к этим конкретным компаниям. В какой-то момент покупатели посещали магазины, чтобы посмотреть свою продукцию у знаменитых спортсменов, но теперь вы можете просмотреть новейшую одежду знаменитостей, таких как Криштиану Роналду, одним нажатием кнопки. Он рекламирует их вам напрямую через свои аккаунты в Twitter, Instagram и Facebook.
Facebook и LinkedIn являются ведущими социальными сетями, где пользователи могут нацеливать свои объявления на гиперссылки. Гипертаргетинг использует не только общедоступную информацию профиля, но и информацию, которую пользователи представляют, но скрывают от других. Есть несколько примеров того, как фирмы начинают диалог с общественностью в той или иной форме, чтобы улучшить отношения с клиентами. Специалисты в сфере маркетинга заметили, что, руководители бизнеса, такие как Джонатан Шварц, президент и главный исполнительный директор Sun Microsystems и вице-президент McDonalds Боб Лангерт, регулярно публикуют сообщения в своих блогах для руководителей, поощряя клиентов взаимодействовать и свободно выражать свои чувства, идеи, предложения или замечания по поводу своих сообщений, компании или её продукции. Использование влиятельных клиентов (например, популярных блогеров) может быть очень эффективным способом запуска новых продуктов или услуг. Среди политических лидеров на своем посту премьер-министр Индии Нарендра Моди имеет наибольшее число подписчиков — 40 миллионов, а президент США Дональд Трамп занимает второе место с 25 миллионами последователей. Моди использовал социальные медиа-платформы, для обхода традиционных медиа-каналов, чтобы охватить молодое и городское население Индии, которое оценивается в 200 миллионов человек.

## Ключевые ошибки
Специалистами были определены некоторые основные ошибки в применении SMM для СМИ:
1. Публикации без анализа ниши, конкурентов и разработки контент-плана
2. Отсутствие взаимодействия в комментариях (обсуждениях) с подписчиками;
3. Неэтичное поведение администраторов в ответ на негативные комментарии подписчиков;
4. Удаление негативных комментариев. На все комментарии необходимо отвечать, даже на негативные. Таким образом, вы показываете пользователям, что вам не все равно;
5. Несоблюдение принципов и законов;
6. Выдерживание неверной пропорции «информативный контент: развлекательный контент» Общепринятая норма 80/20, где 20 — промо посты а 80 — развлекательно/вовлекающие;
7. Использование одного типа контента;
8. Отсутствие общей маркетинговой стратегии.
9. Охват всех социальных сетей. Снижение качества из-за плохого распределения ресурсов.
10. Использование запрещенных методов продвижения и серых схем.
11. Использование чужих иллюстраций и фотографий.

## SMM-специалист
Основные требования к SMM-специалисту:
- Разработка стратегии для написания контент-плана: определение целевой аудитории, исследование интересов аудитории, определение поведения аудитории, проведение анализа клиентской ниши, разработка базы для аудитории, подбор площадки с высокой концентрацией целевой аудитории, разработка общей стратегии присутствия в социальных сетях, подбор инструментов и каналов, оптимально решающих задачи, разработка системы клиентской лояльности, определение влияния SMM, интегрирование SMM-активности в общую маркетинговую стратегию компании. Размещение публикаций в социальных сетях, анализ вовлеченности пользователей, проведение конкурсов, работа с аудиторией.
- SMM-навыки: правильно позиционировать сообщество, управлять таргетированной рекламой в Vkontakte, Facebook и Instagram, понимать механизмы рекламы, прогнозировать бюджет таргетированной рекламы, оптимизировать его, проводить конкурсы и флэш-мобы, разрабатывать приложения для соцсетей, создавать и продвигать мероприятия, управлять вирусным маркетингом, работать с гео-сервисами, работать с системой предложений, проектировать и проводить спецпроекты, профессиональные соцсети, понимать принципы формирования рейтингов и топов, создавать каналы на видеохостингах, выстраивать партнерские программы в соцсетях, пользоваться сервисами для оптимизации работы.
- Комьюнити-менеджмент: направлять обсуждение в нужное русло, нейтрализовывать негативное отношение пользователей, повышать активность пользователей в сообществах, повышать повторные обращения к содержимому, организовывать и проводить онлайн-ивенты, организовывать службу поддержки через соцсети.
- Контент-менеджмент: создавать карту содержимого для различных площадок, адаптировать существующее содержимое под формат блога, видеохостинга, писать тексты под формат соцсети, блога, распространять социальные релизы, готовить инфоповоды, создавать сценарии для видео.
- Работа с интерфейсами: брендировать сообщество, создавать дизайн сообществ, интегрировать сайт с соцсетями, интегрировать соцсети с электронным магазином, внедрять стимулы для вступления, создавать посадочные страницы, создавать стартовые страницы, создавать вкладки, работать со стэнд-элонг блогами.
- Работа с лидерами мнений: выделять лидеров мнений целевой аудитории, организовывать ивенты для лидеров мнений, проводить акции семплингов, вести работу с сообществами гражданских маркетологов.
- Аналитика: пользоваться мониторингом, мониторить соцсети и блоги вручную или с помощью специальных сервисов, проводить аналитику инфоповодов, проводить аналитику тональности упоминаний, находить источник негатива в соцсетях и блогах, анализировать эффективность компании, работать с основными системами веб-аналитики, генерировать уникальные ссылки, отслеживать источники и качество трафика, просчитывать стоимость целевого действия, проводить аналитику изменения информационного поля, проводить исследования в соцсетях, определять природу негатива, пользоваться инструментами статистики соцсетей.
- PR в интернете: проводить переговоры с редакциями онлайн-СМИ, понимать основы социальной психологии, проводить маркетинговый анализ, заниматься медиа планированием, медиа торговлей, формулировать публикации материалов, понимать специфику работы с брендом, пользоваться классическими интернет-маркетинговыми инструментами.
- Общие навыки менеджмента: понимать ключевые потребности аудитории, вести переговоры, отслеживать тенденции в SMM, находить партнеров и управлять процессом работы с ними, формулировать шаблоны на основе успешных кампаний, готовить презентации, календарный план компании и придерживаться его, готовить отчёты, защищать перед руководством концепции, организовывать мозговой штурм в проектной группе, управлять проектами.

В связи с постоянным усложнением SMM-стратегий и возрастанием требований к страницам брендов в соцсетях, наблюдается тренд на разделение обязанностей SMM-специалистов на множество разных узконаправленных менеджеров:
- Проектный менеджер
- Контент-менеджер
- Копирайтер
- Дизайнер/motion-дизайнер
- Модератор
- Комьюнити-менеджер
- Таргетинг
- Фотограф/Видеография
- SERM оно же Управление репутацией

## Основные показатели оценки эффективности
Рассмотрим общие показатели, которые позволяют оценить эффективность маркетинга в социальных сетях.

### Органический прирост подписчиков (OFG)
OFG (organic followers growth) — это пользователи социальных сетей, которые подписались на страницу, паблик или группу без рекламной коммуникации с ними. Данный показатель может свидетельствовать о качестве размещаемого контента, об узнаваемости бренда/личного бренда.
OFG может быть рассчитан вручную, а в социальной сети Facebook его можно посмотреть в разделе «Статистика» — «Подписчики».

### Органический прирост лайков (OL)
OL (organic likes) — это показатель отметок «нравится» к одной публикации или публикациям, размещенным за определённый промежуток времени, в случае когда публикация не продвигается при помощи инструментов таргетированной рекламы или платного размещения информационного сообщения в сообществах или у блогера. Данный показатель может свидетельствовать о качестве размещаемого контента, а также о лояльности к бренду/личному бренду.
Показатель органического прироста лайков может быть рассчитан вручную, с целью сравнить количество отметок «нравится» на другой период времени (например, предыдущий месяц) и сделать выводы об интересах аудитории, о наиболее популярном контенте.

## Прирост аудитории сообщества
Показатель позволяет оценить эффективность контент-плана, качество взаимодействия с подписчиками за определённый промежуток времени и измеряется в процентах. Рассчитывается как соотношение новых подписчиков к числу прежних подписчиков.

### Стоимость одного подписчика
Это стоимость одного привлеченного подписчика при помощи использования рекламных каналов коммуникации в интернете. Рассчитывается как соотношение рекламного бюджета за определённый промежуток времени к числу привлеченных подписчиков.

#### ER в Instagram аккаунте
ER (engagement rate) — это уровень вовлеченности в аккаунте. Чаще всего рассчитывается по формуле:
{\displaystyle ER={\frac {\overline {interactions}}{followers}}\times 100\%}
Здесь followers — количество подписчиков аккаунта, interactions — количество взаимодействий (лайки, комментарии, личные сообщения, нажатия кнопки «поделиться») за некоторый период времени, по которому делается усреднение.

## В Рунете
Одной из основных целей использования социальных сетей в маркетинге является использование их в качестве средства коммуникации, которое делает компании доступными для тех, кто заинтересован в их продукте, и делает их видимыми для тех, кто не знаком с их продуктами. Эти компании используют социальные сети, чтобы создавать шумиху, учиться у клиентов и ориентироваться на них. Это единственная форма маркетинга, которая может повлиять на потребителей на каждом этапе принятия решения потребителем. Маркетинг через социальные сети имеет и другие преимущества.
В русскоязычном интернете работа SMM-специалистов происходит на довольно ограниченном количестве платформ:
- Социальные сети — ВКонтакте, Одноклассники, Facebook, Instagram, Мой Мир, Google+;
- Профессиональные социальные сети — LinkedIn, Мой Круг, Профессионалы.ру, Viadeo и др.
- Блогосфера — Twitter, Живой Журнал, Я.ру.
- Видео- и фото- блоги — YouTube, Яндекс.Видео , Pinterest и др.

## Подход к SMM в разных странах
Методы и способы продвижения в интернете в разных странах различны по ряду причин:
- Популярность платформ. Например, Facebook в России позиционируется больше как бизнес-площадка, в то время как в США он больше сравним с Одноклассниками.
- Форма контента. Даже на одинаковых платформах формат предоставляемого контента отличается, что учитывается при составлении контент-плана и стратегии в целом. Так, например, в России остаются популярными посты в Instagram с достаточно объёмными текстами, в то время как в других странах количество символов сводится к минимуму.
- Разный бюджет (стоимость компании, кликов и т. д.)
- Механика вовлечения. При построении стратегии производится анализ целевой аудитории, включая местоположение пользователей, и в зависимости от этого маркетологи делают вывод о необходимости той или иной схемы вовлечения аудитории.

## Список используемых источников
1. ↑  What is Social Media Marketing. Search Engine Land. Дата обращения: 11 января 2012. Архивировано 28 октября 2012 года.
2. ↑  Trattner, C., Kappe, F.: Social Stream Marketing on Facebook: A Case Study. International Journal of Social and Humanistic Computing (IJSHC), 2012.
3. ↑  Wickman G. Traction: Get a grip on your business. — BenBella Books, Inc., 2012.
4. ↑  Mimi Zhang, Bernard J. Jansen, Abdur Chowdhury. Business engagement on Twitter: a path analysis // Electronic Markets. — 2011-08-02. — Т. 21, вып. 3. — С. 161–175. — ISSN 1422-8890 1019-6781, 1422-8890. — doi:10.1007/s12525-011-0065-z.
5. 1 2 3  Michael Ceyp, Juhn-Petter Scupin. Social Media Marketing für Hochschulen? // Erfolgreiches Social Media Marketing. — Wiesbaden: Springer Fachmedien Wiesbaden, 2012-12-06. — С. 197–210. — ISBN 9783658000349, 9783658000356.
6. ↑  Ray M. Chang, Wonseok Oh, Alain Pinsonneault, Dowan Kwon. A Network Perspective of Digital Competition in Online Advertising Industries: A Simulation-Based Approach // Information Systems Research. — 2010-09. — Т. 21, вып. 3. — С. 571–593. — ISSN 1526-5536 1047-7047, 1526-5536. — doi:10.1287/isre.1100.0302.
7. ↑  Bernard J. Jansen, Mimi Zhang, Kate Sobel, Abdur Chowdury. Twitter power: Tweets as electronic word of mouth (англ.) // Journal of the American Society for Information Science and Technology. — 2009-11. — Vol. 60, iss. 11. — P. 2169–2188. — doi:10.1002/asi.21149.
8. ↑  List of figures and tables // Social Media Audits. — Elsevier, 2014. — С. xi–xii. — ISBN 9781843347453.
9. ↑  Sport digital marketing and social media // Introduction to Sport Marketing. — Routledge, 2014-12-17. — С. 257–283. — ISBN 9781315776767.
10. ↑  3. How Many Suffer? // Thrive. — Princeton: Princeton University Press, 2015-01-31. — ISBN 9781400873333.
11. 1 2  Celia Ross. Statista. CC Advisor. Дата обращения: 29 апреля 2019.
12. ↑  Jay Sang Ryu, Kenneth Murdock. Consumer acceptance of mobile marketing communications using the QR code // Journal of Direct, Data and Digital Marketing Practice. — 2013-10. — Т. 15, вып. 2. — С. 111–124. — ISSN 1746-0174 1746-0166, 1746-0174. — doi:10.1057/dddmp.2013.53.
13. ↑  REAL-TIME DATA BROADCASTING // MOBILE AD HOC NETWORKS. — Dordrecht: Springer Netherlands, 2006. — С. 147–173. — ISBN 9781402046322, 9781402046339.
14. ↑  LAS VEGAS SANDS CORP., a Nevada corporation, Plaintiff, v. UKNOWN REGISTRANTS OF www.wn0000.com, www.wn1111.com, www.wn2222.com, www.wn3333.com, www.wn4444.com, www.wn5555.com, www.wn6666.com, www.wn7777.com, www.wn8888.com, www.wn9999.com, www.112211.com, www.4456888.com, www.4489888.com, www.001148.com, and www.2289888.com, Defendants. // Gaming Law Review and Economics. — 2016-12. — Т. 20, вып. 10. — С. 859–868. — ISSN 1941-5494 1097-5349, 1941-5494. — doi:10.1089/glre.2016.201011. Архивировано 13 декабря 2019 года.
15. 1 2 3  Efthymios Constantinides, Carlota Lorenzo Romero, Miguel A. Gómez Boria. Social Media: A New Frontier for Retailers? // European Retail Research  / Bernhard Swoboda, Dirk Morschett, Thomas Rudolph, Peter Schnedlitz, Hanna Schramm-Klein. — Wiesbaden: Gabler Verlag, 2008. — С. 1–28. — ISBN 9783834910844, 9783834980991. — doi:10.1007/978-3-8349-8099-1_1. isbn 978-3-8349-8099-1..
16. ↑  Shih, Clara Chung-wai. The Facebook era : tapping online social networks to market, sell, and innovate. — 2nd ed. — Upper Saddle River, N.J.: Prentice Hall, 2011. — xvi, 350 pages с. — ISBN 9780137085125, 0137085125.
17. ↑  The new influencers: a marketer's guide to the new social media // Choice Reviews Online. — 2007-09-01. — Т. 45, вып. 01. — С. 45–0362-45-0362. — ISSN 1523-8253 0009-4978, 1523-8253. — doi:10.5860/choice.45-0362.
18. ↑  Figure 1 from: Bitner MA (2015) Checklist of recent brachiopod species collected during the Terrasses and Exbodi cruises in the New Caledonian region, SW Pacific. ZooKeys 537: 33-50. https://doi.org/10.3897/zookeys.537.6567. dx.doi.org. Дата обращения: 4 мая 2019. Архивировано 13 декабря 2019 года.
19. ↑  Крис Смит. Конверсия. Как превратить лиды в продажи. — Москва: Альпина Паблишер, 2018. — 280 с. — ISBN 978-5-9614-6704-8.